# Клей (окръг, Северна Каролина)
Вижте пояснителната страница за други населени места с името Клей.
Окръг Клей (на английски: Clay County) е окръг в щата Северна Каролина, Съединени американски щати. Площта му е 572 km², а населението – 10 915 души (2016). Административен център е град Хейзвил.